# Popivka, Novhorod-Siverskîi
Popivka (în ucraineană Попівка) este localitatea de reședință a comunei Popivka din raionul Novhorod-Siverskîi, regiunea Cernihiv, Ucraina.

## Demografie
Componența lingvistică a localității Popivka
     Ucraineană (98,81%)
     Rusă (1,19%)
Conform recensământului din 2001, majoritatea populației localității Popivka era vorbitoare de ucraineană (98,81%), existând în minoritate și vorbitori de rusă (1,19%).